# Hoplopyga boliviensis
Hoplopyga boliviensis är en skalbaggsart som beskrevs av Moser 1918. Hoplopyga boliviensis ingår i släktet Hoplopyga och familjen Cetoniidae. Inga underarter finns listade i Catalogue of Life.